# 恩科瓦魯德尼亞
51°51′4″N 31°58′31″E / 51.85111°N 31.97528°E
恩科瓦魯德尼亞（烏克蘭語：Єнькова Рудня），是烏克蘭北部的村莊，隸屬切爾尼希夫州的科留基夫卡區。該村面積0.093平方公里，2001年人口173，人口密度每平方公里1,860.2人。